# National Society of Film Critics Award per il miglior film in lingua straniera
Il National Society of Film Critics Award per il miglior film in lingua straniera (National Society of Film Critics Award for Best Foreign Language Film) è un premio cinematografico assegnato al film non in lingua inglese votato dai membri dalla National Society of Film Critics (NSFC) come il migliore dell'anno.
Data l'abitudine della NSFC di premiare spesso film stranieri in altre categorie, un premio apposito è stato consegnato annualmente solo a partire dal 1991, ad eccezione che per le annate in cui un film non in lingua inglese è risultato essere anche il miglior film.

## Vincitori
I vincitori del premio sono indicati in grassetto a fianco della rispettiva annata di premiazione:

### Anni 1990
- 1991: Ariel, regia di Aki Kaurismäki
- 1992: La doppia vita di Veronica (La Double Vie de Véronique), regia di Krzysztof Kieślowski
- 1993: Lanterne rosse (Dà hóng dēnglong gāogāo guà), regia di Zhang Yimou
- 1994: La storia di Qiu Ju (Qiū Jú dǎ guānsi), regia di Zhang Yimou
- 1995: Tre colori - Film rosso (Trois couleurs: Rouge), regia di Krzysztof Kieślowski
- 1996: L'età acerba (Les Roseaux sauvages), regia di André Téchiné
- 1997: Il buio nella mente (La Cérémonie), regia di Claude Chabrol
- 1998: La Promesse, regia di Jean-Pierre e Luc Dardenne
- 1999: Il sapore della ciliegia (Ta'm-e gilās...), regia di Abbas Kiarostami

### Anni 2000
- 2000: Racconto d'autunno (Conte d'automne), regia di Éric Rohmer
- 2001: non assegnato (il miglior film è stato Yi Yi - e uno... e due..., in mandarino e dialetto taiwanese)
- 2002: In the Mood for Love (Huāyàng niánhuá), regia di Wong Kar-wai
- 2003: Y tu mamá también - Anche tua madre (Y tu mamá también), regia di Alfonso Cuarón
- 2004: L'uomo senza passato (Mies vailla menneisyyttä), regia di Aki Kaurismäki
- 2005: Moolaadé, regia di Ousmane Sembène
- 2006: La sposa turca (Gegen die Wand), regia di Fatih Akın
- 2007: non assegnato (il miglior film è stato Il labirinto del fauno, in spagnolo)
- 2008: 4 mesi, 3 settimane, 2 giorni (4 luni, 3 săptămâni și 2 zile), regia di Cristian Mungiu
- 2009: non assegnato (il miglior film è stato Valzer con Bashir, in ebraico)

### Anni 2010
- 2010: Ore d'estate (L'Heure d'été), regia di Olivier Assayas
- 2011: Carlos, regia di Olivier Assayas
- 2012: Una separazione (Jodāyi-e Nāder az Simin), regia di Asghar Farhadi
- 2013: non assegnato (il miglior film è stato Amour, in francese)
- 2014: La vita di Adele (La Vie d'Adèle - Chapitres 1 & 2), regia di Abdellatif Kechiche
- 2015: non assegnato (il miglior film è stato Adieu au langage - Addio al linguaggio, in francese)
- 2016: Timbuktu, regia di Abderrahmane Sissako
- 2017: Vi presento Toni Erdmann (Toni Erdmann), regia di Maren Ade
- 2018: Un padre, una figlia (Bacalaureat), regia di Cristian Mungiu
- 2019: Roma, regia di Alfonso Cuarón

### Anni 2020
- 2020: non assegnato (il miglior film è stato Parasite, in coreano)
- 2021: Collective (Colectiv), regia di Alexander Nanau
- 2022: non assegnato (il miglior film è stato Drive My Car, in giapponese)
- 2023: EO, regia di Jerzy Skolimowski
- 2024: Foglie al vento (Kuolleet lehdet), regia di Aki Kaurismäki
- 2025: All We Imagine As Light - Amore a Mumbai (All We Imagine as Light), regia di Payal Kapadiya